# 卡胡爾

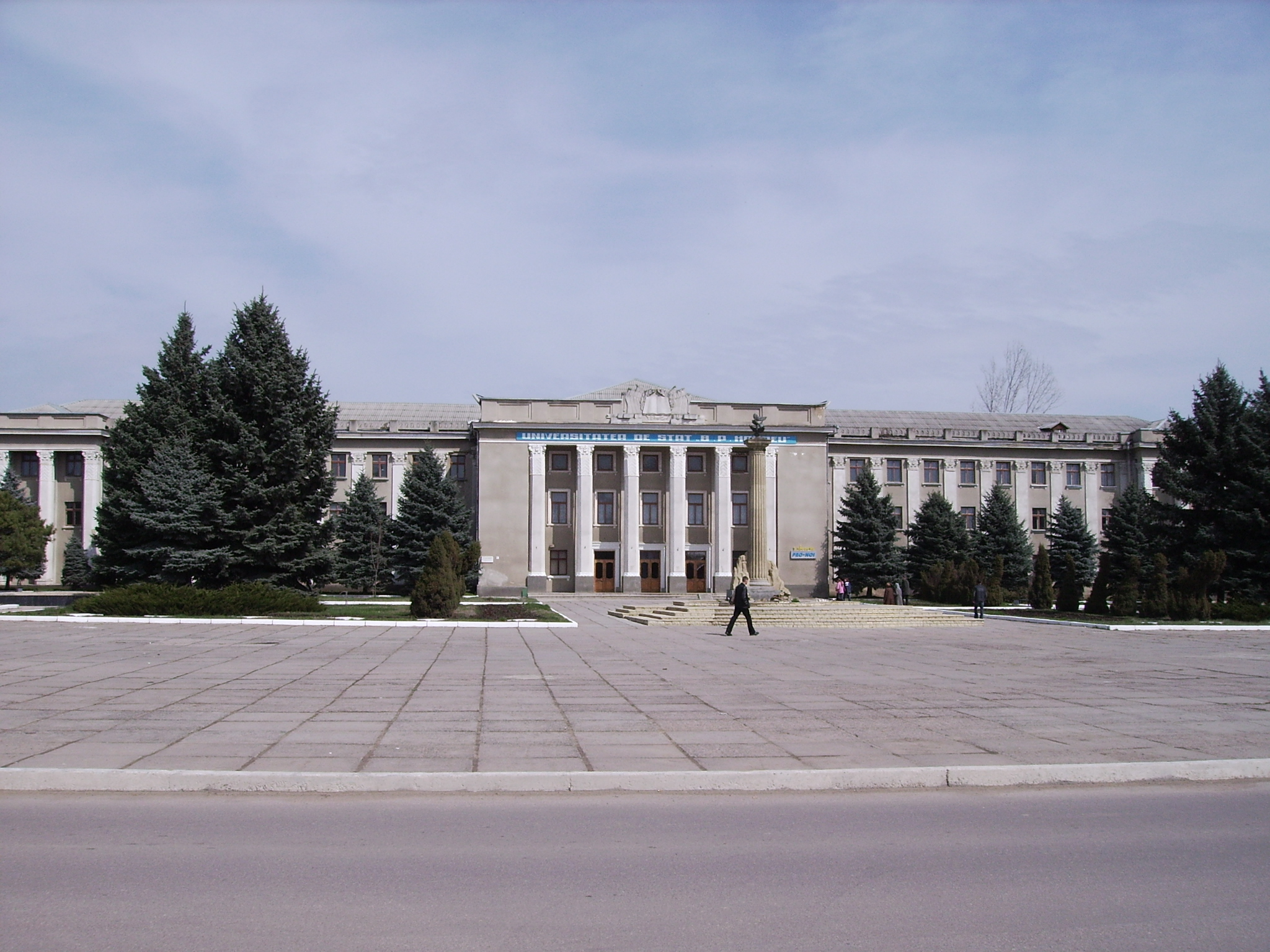

卡胡爾（羅馬尼亞語：Cahul）是摩爾多瓦的城市，位於該國南部，由卡胡爾區負責管轄，面積33.91平方公里，海拔高度119米，受大陸性氣候影響，每年平均降雨量557毫米，2012年人口41,100。

## 外部連結
- Cahul TV music online[永久]
- Cahul telephone directory（页面存档备份，存于）
- http://www.cahulfest.net/
- Cahul (in French)（页面存档备份，存于）
- http://www.cahul.net/ （页面存档备份，存于）
- https://web.archive.org/web/20120415045601/http://www.kagul.ru/
- http://chinfo.md/[永久]